# Idioblasty
Idioblasty – pojedyncze komórki występujące w różnych tkankach, niebędące normalnym składnikiem tej tkanki. Np. pojedyncze komórki kamienne w tkance miękiszowej. Jako idioblasty mogą występować także pojedyncze komórki wydzielnicze (idioblasty wydzielnicze).